# Richard Bergström (pharmacien)
Richard Bergström, né le 14 mars 1966 à Göteborg, est un pharmacien suédois .

## Biographie
Richard Bergström fait ses études à l'Université d'Uppsala, où il obtient son diplôme de pharmacien en 1988. Il travaille à l'Agence des produits médicaux de 1988 à 1992.
Bergström travaille pendant neuf ans à l'enregistrement des médicaments en Suisse chez Roche et Novartis. De 2002 à 2011, il est directeur général de l'association professionnelle Läkemedelsindustriföreningen (LIF).
De 2011 à 2016, il est directeur général de l'organisation de lobbying Fédération européenne des associations et industries pharmaceutiques (EFPIA) à Bruxelles,. Sa nomination et son expérience commerciale sont saluées dans un contexte économiquement difficile pour les laboratoires pharmaceutiques, où la compétition commerciale et les coupes budgétaires intervenues dès 2010 ont fait diminuer les ventes de ce secteur de 5.5 milliards d'euros. Son attitude vis-à-vis du lobbying est que, bien qu'il accepte une transparence totale à ce sujet, l'influence d'organisations telles que celle qu'exerce la EFPIA sur le processus politique, doit être considérée comme une participation démocratique plutôt que du lobbying commercial.
En janvier 2017, il commence à travailler en tant que responsable du domaine d'activité Pharma de la société suisse de sécurité documentaire SICPA,. Bergström est conseiller auprès de l'Organisation mondiale de la santé (OMS) et participe en tant qu'expert à plusieurs enquêtes gouvernementales. Il est également vice-président du Karolinska Institutet.
Richard Bergström est nommé le 14 juin 2020 par le gouvernement suédois en tant que coordinateur suédois des vaccins dans le cadre de la pandémie de coronavirus en cours et de la fourniture par la Suède d'un futur vaccin contre le covid-19, nomination qui amène certaines controverses,. La Commissaire européenne à la santé indique cependant qu'il a signé une déclaration d’absence de conflit d'intérêts. Officiellement, il est enquêteur spécial au sein d'un comité subordonné au ministère des Affaires sociales,,.
Il est par ailleurs cofondateur, avec Nathan Sigworth, de la société PharmaCCX, spécialisée dans la négociation, la valorisation et le marketing de produits du domaine pharmaceutique,.
L'Association suédoise des pharmaciens le nomme pharmacien de l'année 2011,.

### Sources
- Richard Bergström - Membre du conseil d'administration du site web du Forum européen de la santé